# Kartan och landskapet
Kartan och landskapet (originaltitel: La Carte et le territoire, direktöversatt: "Kartan och territoriet") är Michel Houellebecqs femte roman. Den utkom i Sverige 2011 i översättning av Cecilia Franklin. Med Kartan och landskapet tilldelades Houellebecq Goncourtpriset 2010.

## Handling
Romanen beskriver konstnären Jed Martins biografiska och kreativa resa där han träffar författaren Michel Houellebecq. Han ger Houellebecq i uppdrag att skriva en text till en utställningskatalog i utbyte mot att utföra Houellebecqs porträtt.

## Uppmärksamhet
Romanen rönte viss kontrovers då Houellebecq plagierat hela stycken från både franskspråkiga Wikipedia och franska Inrikesministeriets publikationer. I pocketversionen av boken erkänner han kopieringarna ur Wikipedia och tackar uppslagsverket.